# Fortanete
Fortanete es un municipio y localidad española de la provincia de Teruel, en la comunidad autónoma de Aragón. El término municipal, ubicado en la comarca del Maestrazgo, tiene una población de 216 habitantes (INE 2024). Está situado a una altitud de 1353 m sobre el nivel del mar.

## Geografía
El término municipal tiene una extensión de 168,21 km². Fortanete está situado en el valle del río Fortanete, al resguardo de dos robustas alineaciones montañosas, la sierra de la Cañada y las sierras de Tarrascón-Las Lastras. En sus cumbres, aplanadas y macizas, por encima de 1700 m de altitud, nacen los tajos que numerosos barrancos han excavado en sus laderas a modo de profundas muescas. 
Al norte limita con Pitarque y Cañada de Benatanduz, al este con Cantavieja, al sur con Mosqueruela y Valdelinares y al oeste con Villarroya de los Pinares.

## Prehistoria
Estas tierras ya fueron habitadas desde la prehistoria, como lo atestiguan algunos restos de sílex hallados en la zona, indicios del hombre del Paleolítico. 
También existen vestigios de presencia humana en este territorio en la etapa correspondiente a la Edad del Bronce y, sobre todo, a la época ibérica, de la cual perduran dos yacimientos, Ontejas y Villaseco.

## Historia

### Edad Media
El origen del pueblo de Fortanete, tal y como hoy se conoce, se remonta a la Edad Media. En el año 1202 Pedro II, rey de Aragón, donó el castillo y villa de Fortanete a la orden del Hospital de San Juan de Jerusalén, pasando así a formar parte del señorío de dicha orden militar, perteneciendo a la encomienda de Aliaga. 

### La época del esplendor y el patrimonio monumental
Los siglos XVI y XVII fueron para Fortanete periodos de prosperidad económica, lo que se refleja claramente en la arquitectura de la localidad. De esta época son la casa consistorial (siglo XVI) y la iglesia parroquial (finales del siglo XVII), así como varias casas solariegas, ermitas y otras edificaciones que constituyen lo más interesante del patrimonio monumental de la villa. Fue también una época de crecimiento demográfico y de expansión urbana, en la que se amplió el caserío medieval más allá del antiguo recinto amurallado. Se trasladó el eje de la vida municipal más al sur, al entorno de la plaza de la iglesia y el ayuntamiento.

### Etapa contemporánea, tiempo de conflictos
A partir de mediados del siglo XVIII, se produjo un fuerte incremento de la población y a su vez, un incremento de las masadas y masicos.
Más tarde, en el siglo XIX se inició una etapa de convulsiones políticas y sociales. El momento de máxima virulencia tuvo lugar con las guerras carlistas, cuando Fortanete estuvo largos periodos de tiempo bajo la influencia de las partidas carlistas del Maestrazgo.
Por otro lado, fue a finales del siglo XIX cuando Fortanete alcanzó con más de 1700 personas, su máximo histórico de población.

### Fortanete durante la guerra civil española y represión de los 50
Durante la guerra civil española Fortanete quedó durante la Ofensiva del Levante anclada en el frente la primera quincena de mayo de 1938, esto ocasionó daños en la población, materiales y humanos. Hasta el 14 de mayo de 1938 el pueblo estaba tras el frente que custodiaba la 220 Brigada Mixta y la 129 Brigada Internacional teniendo que abandonarlo a su suerte el 17, cuando fueron abandonadas las posiciones quedando el pueblo a manos de la represión franquista.
Tras la guerra civil española, de infausto recuerdo en esta zona, llegó la dura posguerra, la represión y el maquis, situación que influyó decisivamente en la despoblación de estas sierras. Entre la época de 1950 y 1980 se produjo un acelerado proceso migratorio y la consiguiente pérdida de la población, hasta quedar está reducida a dos escasos centenares de vecinos.

## Demografía
Fortanete cuenta con una población de 216 habitantes (INE 2024).
| Gráfica de evolución demográfica de Fortanete entre 1842 y 2021                                                     |
| |
| Población de derecho según los censos de población del INE Población de hecho según los censos de población del INE |

## Administración y política

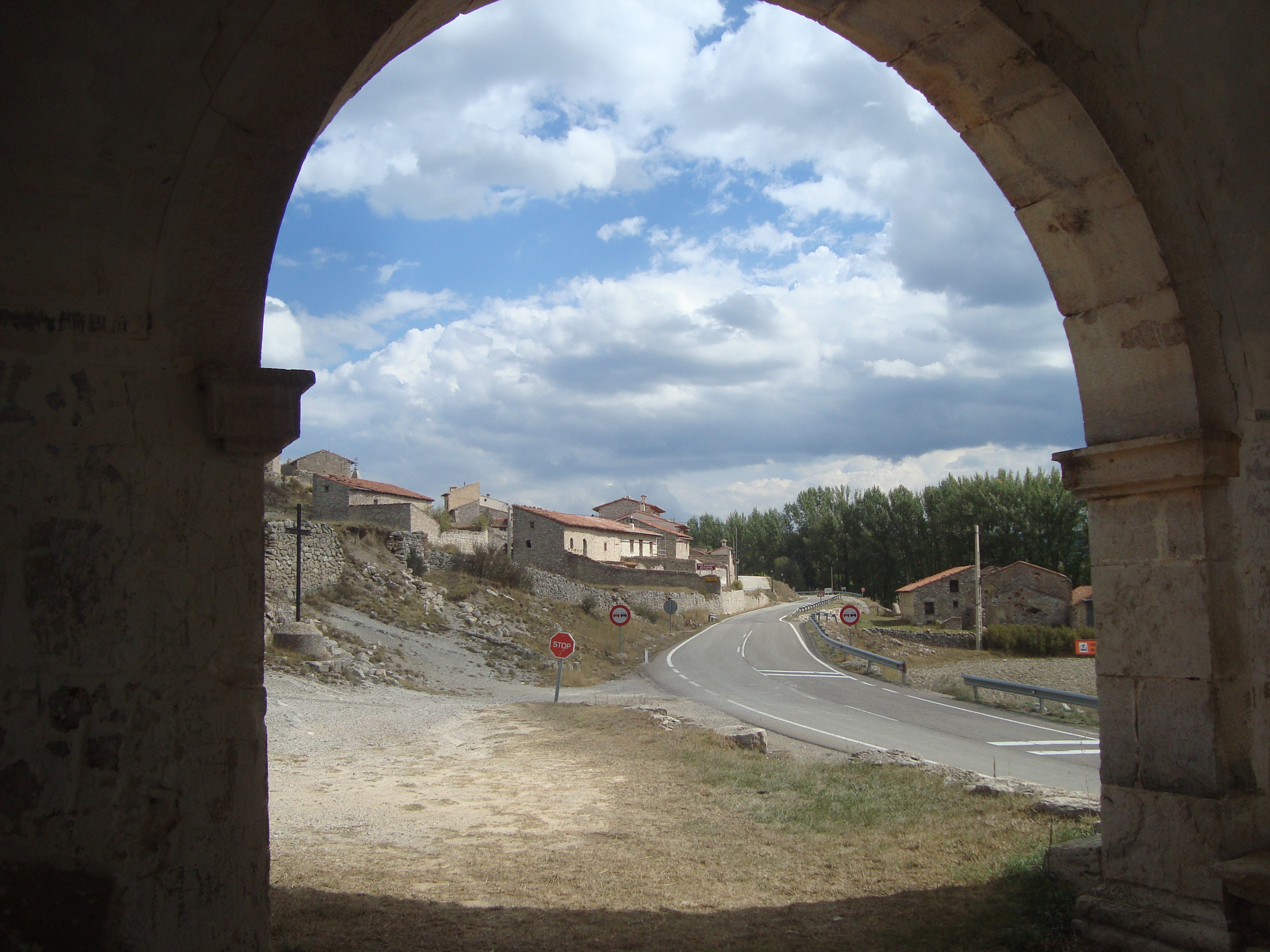
Panorámica de Fortanete

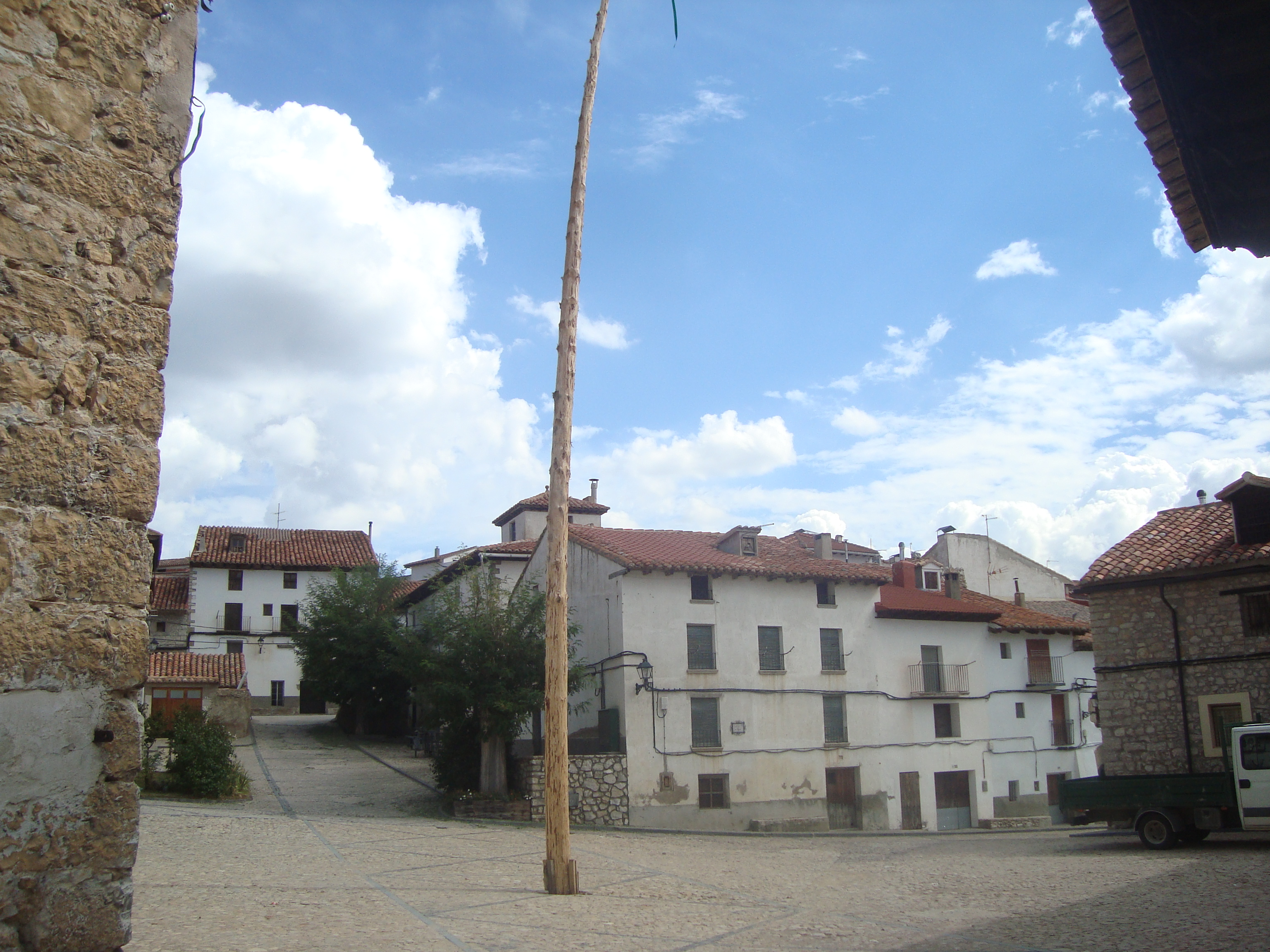
Mayo de quintos plantado en la plaza de Fortanete

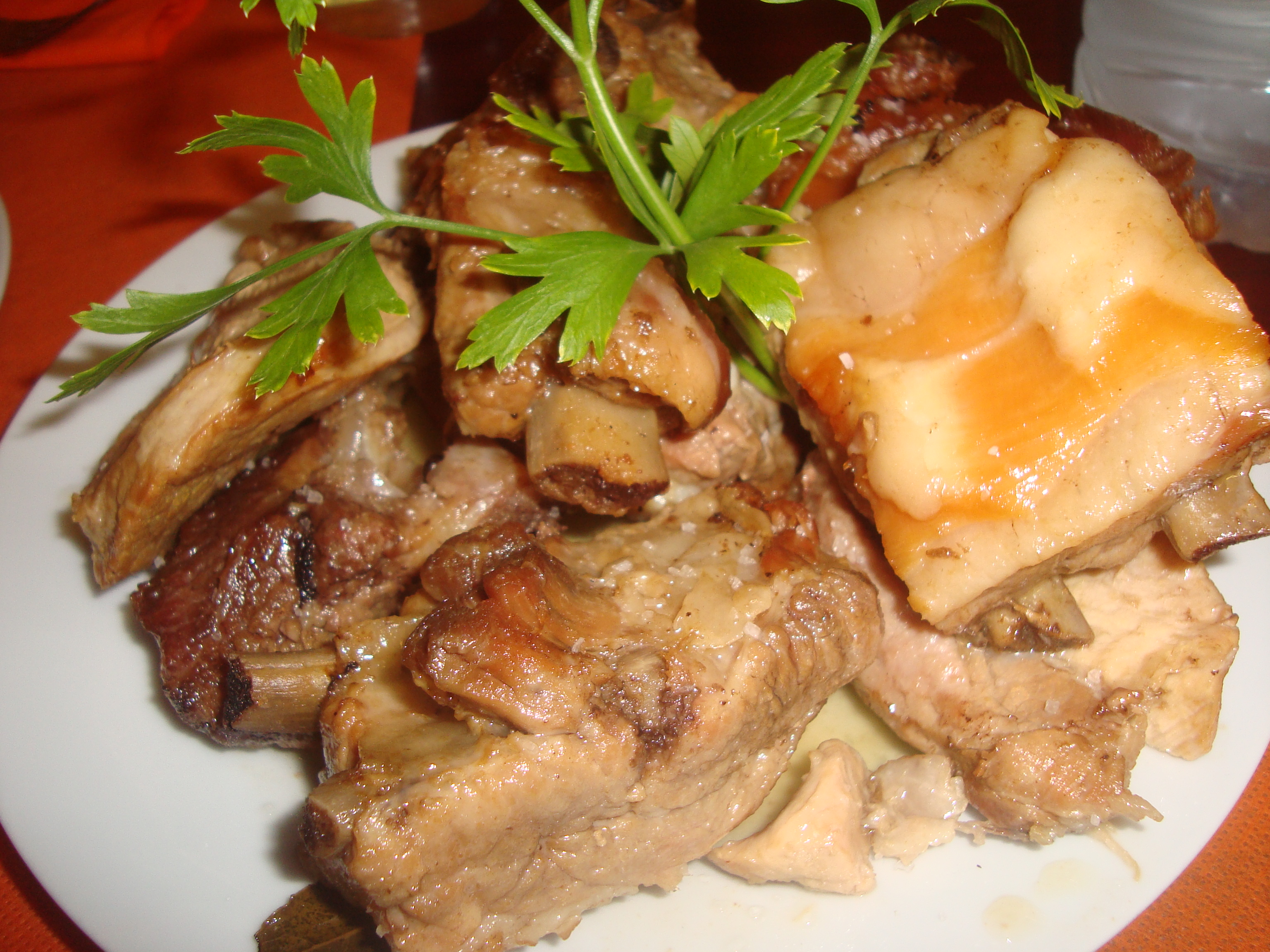
Gastronomía popular de Fortanete, plato de lomo y costilla en conserva

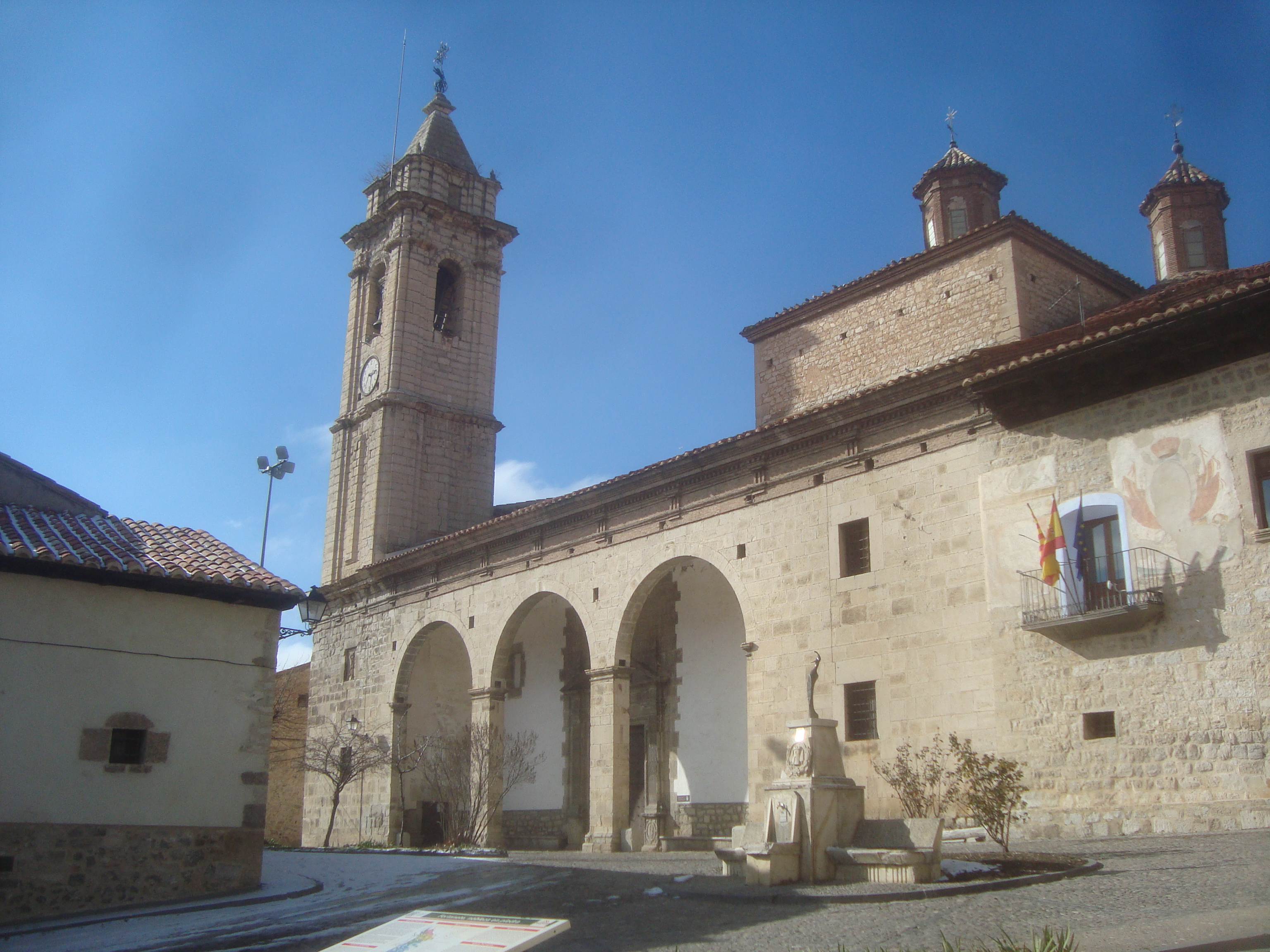
Iglesia parroquial de la Purificación

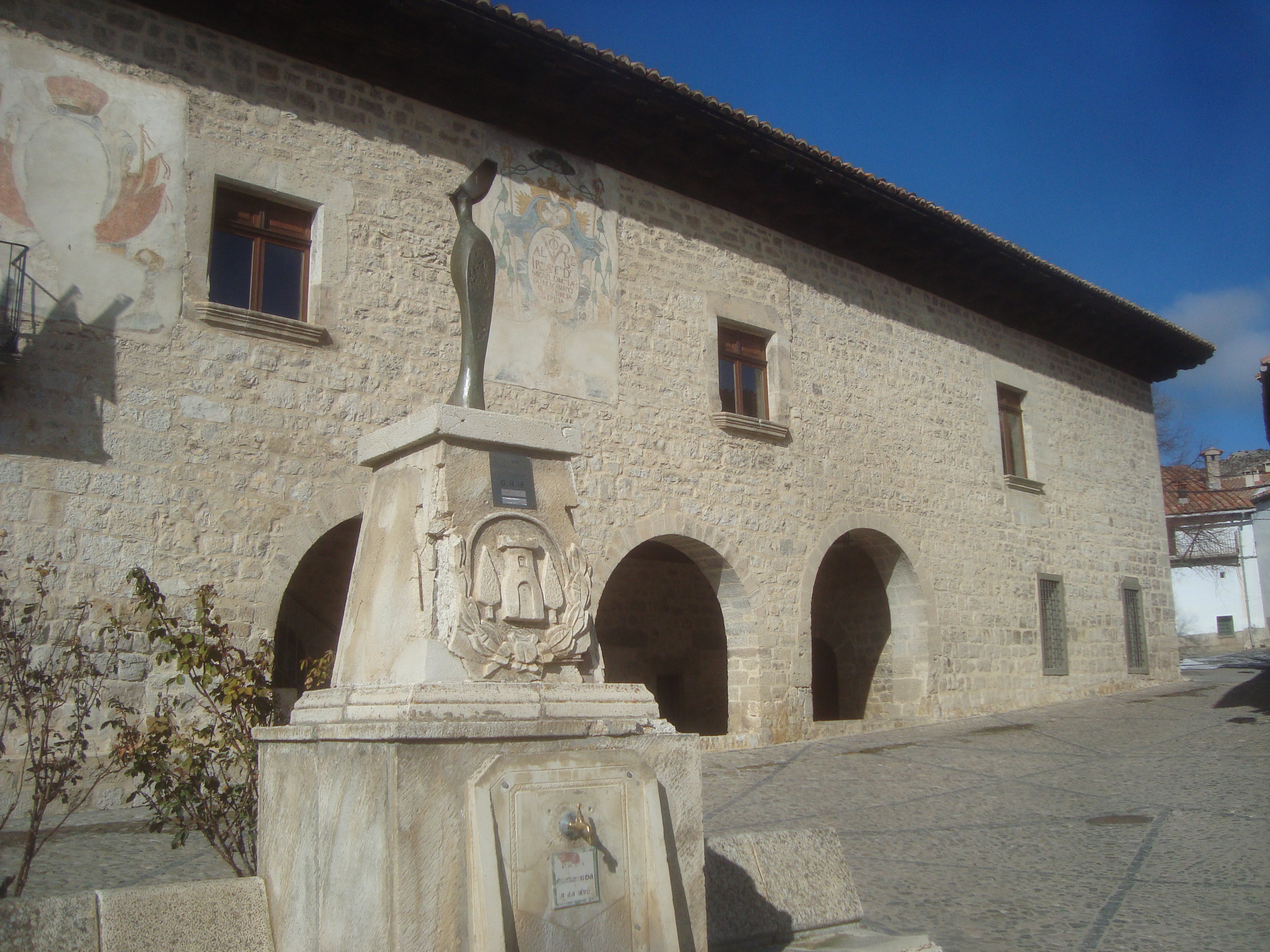
Ayuntamiento de Fortanete

| Período   | Alcalde                  | Partido |  |
| --------- | ------------------------ | ------- |  |
| 1979-1983 | José Alegre Escorihuela  | UCD     |  |
| 1983-1987 |                          |         |  |
| 1987-1991 |                          |         |  |
| 1991-1995 |                          |         |  |
| 1995-1999 | Lucía Domingo Monserrate | PP      |  |
| 1999-2003 | Lucía Domingo Monserrate | PAR     |  |
| 2003-2007 | Lucía Domingo Monserrate | PAR     |  |
| 2007-2011 | José Luis Monserrate Gil | PSOE    |  |
| 2011-2015 | José Luis Monserrate Gil | PSOE    |  |
| 2011-2015 | Abel Dauden Zaera        | PP      |  |

| Partido político    | Partido político                                   | 2003   | 2007   | 2011   | 2015   |
| Partido político    | Partido político                                   | Ediles | Ediles | Ediles | Ediles |
|                     | Partido Popular de Aragón (PP)                     | 0      | 1      | 1      | 1      |
|                     | Partido Aragonés (PAR)                             | 4      | 2      | 1      | 1      |
|                     | Ciudadanos (CS)                                    | —      | —      | —      | 1      |
|                     | Partido de los Socialistas de Aragón (PSOE-Aragón) | 1      | 2      | 3      | —      |
|                     | Chunta Aragonesista (CHA)                          | —      | 0      | 0      | —      |
|                     | Izquierda Unida (IU)                               | —      | —      | 0      | —      |
| Total de concejales | Total de concejales                                | 5      | 5      | 5      | 3      |

## Gastronomía

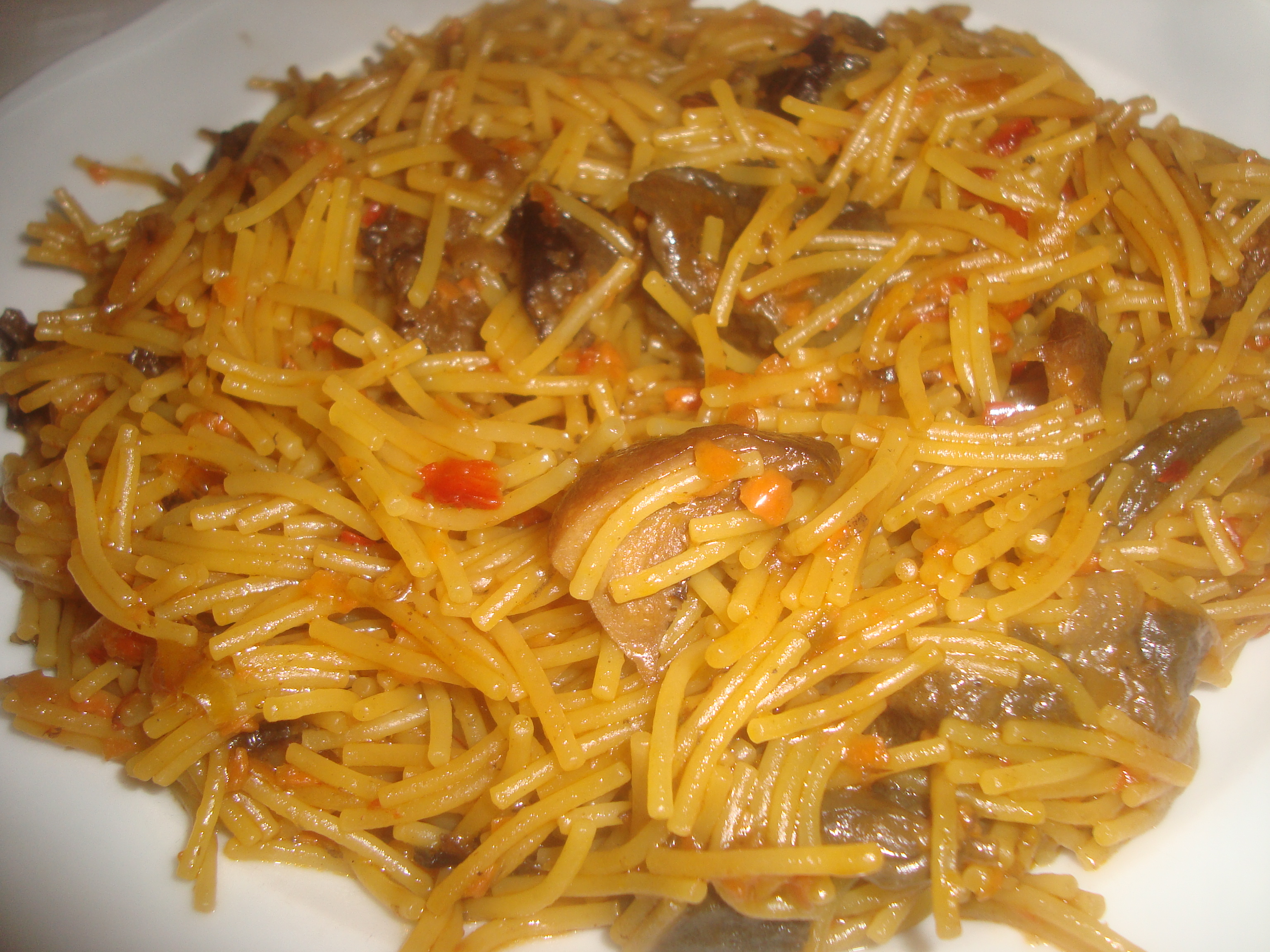
Fideuà de setas de temporada

La cocina de Fortanete se basa en productos propios de la tierra y del entorno. El cocido de cerdo, la sopa de ajo, migas, setas, el jamón de Teruel, el escabeche de conejo, el ternasco de Aragón, la caldereta de cordero, los embutidos y la conserva de carne de la matanza del cerdo son los platos típicos. Entre la repostería popular, destacan los mantecados, tortas, rollicos, pasteles de cabello de ángel.